# Unió Llatina

Estats membres de la Unió Llatina

La Unió Llatina fou una organització internacional d'Estats fundada el 1954 per la Convenció de Madrid per promoure i difondre l'herència cultural i les identitats dels pobles de les llengües romàniques. 37 Estats independents de quatre continents del món en foren membres. La seu era a París. Es va dissoldre el 2012.

## Projectes
La Unió Llatina portava a terme diversos projectes multiculturals per tal de fer prendre consciència de la importància de les cultures i llengües romàniques. La Unió Llatina actuava en tres àmbits:
- Cultura i comunicació: aquest àmbit promovia la valoració, la difusió i la defensa del patrimoni llatí i del concepte de llatinitat.
- Promoció i ensenyament de les llengües llatines oficials de la Unió (català, castellà, francès, italià, portuguès i romanès).
- Terminologia i indústria de la llengua: aquest àmbit tenia com objectiu l'enriquiment de les terminologies científiques i tècniques de les llengües llatines.

## Característiques dels Estats membres
Encara que va ser fundada el 1954, la Unió Llatina va prendre cos el 1983 com a institució funcional. Des de l'inici de la seva existència funcional, el nombre d'Estats que se'n van fer membres va créixer de 12 a 37. Els països que en volguessin formar part havien de complir, com a mínim, un dels següents criteris establerts el 1992:
- criteris lingüístics: una llengua oficial, d'ensenyament o de comunicació vernacla romànica;
- criteris lingüisticoculturals: l'existència d'una literatura significativa en una llengua romànica, l'existència de premsa escrita majoritàriament en una llengua romànica, tant en termes de tiratge com en nombre de títols, l'existència de televisió o ràdio amb proporció significativa en una llengua romànica;
- criteris culturals: herència directa o indirecta d'un patrimoni de la Roma antiga a la qual els Estats manifesten llur fidelitat i la qual perpetuen, notablement en l'ensenyament del llatí i de les llengües romàniques, per mitjà d'intercanvis culturals amb altres països llatins; l'organització de la societat, principalment en l'àmbit jurídic, així com el respecte de les llibertats fonamentals i els principis generals dels drets humans i de la democràcia, la tolerància i la llibertat de culte.

## Estats membres
- Català (Català, Valencià)
  -  Andorra

- Francès (Français)
  -  Costa d'Ivori
  -  França
  -  Haití
  -  Mònaco
  -  Senegal

- Italià (Italiano)
  -  Itàlia
  -  San Marino

- Portuguès (Português)
  -  Angola
  -  Brasil
  -  Cap Verd
  -  Guinea Bissau
  -  Moçambic
  -  Portugal
  -  São Tomé i Príncipe
  -  Timor Oriental

- Romanès (Română)
  -  Moldàvia
  -  Romania

- Espanyol (Castellano, Español)
  -  Bolívia
  -  Colòmbia
  -  Costa Rica
  -  Cuba
  -  República Dominicana
  -  Equador
  -  El Salvador
  -  Espanya
  -  Filipines
  -  Guatemala
  -  Hondures
  -  Mèxic
  -  Nicaragua
  -  Panamà
  -  Paraguai
  -  Perú
  -  Uruguai
  -  Veneçuela
  -  Xile

## Estructura
La Unió Llatina estava integrada per tres òrgans institucionals:
- el Congrés: integrat per representants de tots els Estats membres i que es reunia cada dos anys en sessió ordinària.
- el Consell Executiu: elegit pel Congrés i compost per dotze Estats membres amb un mandat de quatre anys; s'encarregava de seguir regularment les activitats de l'organització i de preparar tant el programa de treball com el pressupost.
- el Secretari General: dirigia la Unió i executava els programes i les decisions del Congrés i del Consell Executiu.

El pressupost s'alimentava de les contribucions obligatòries de tots els Estats membres, encara que l'organització també col·laborava amb institucions públiques i privades que la sostenien.